# Parafia Ewangelicko-Metodystyczna Łaski Bożej w Ostródzie
Parafia Ewangelicko-Metodystyczna Łaski Bożej w Ostródzie – zbór metodystyczny działający w Ostródzie, należący do okręgu wschodniego Kościoła Ewangelicko-Metodystycznego w RP.
Nabożeństwa odbywają się w niedziele o godzinie 10:30.